# نلسون کارمایکل
نلسون کارمایکل (انگلیسی: Nelson Carmichael؛ زادهٔ november ۱۹, ۱۹۶۵ (۵۹ سال)) ورزشکار اسکی نمایشی اهل ایالات متحده آمریکا است.
وی در مسابقات کشوری و بین‌المللی در مجموع برندهٔ ۱ مدال برنز شده‌است.